# Heleomyza tristissima
Heleomyza tristissima är en tvåvingeart som först beskrevs av Garrett 1921.  Heleomyza tristissima ingår i släktet Heleomyza och familjen myllflugor.
Artens utbredningsområde är Alaska. Inga underarter finns listade i Catalogue of Life.